# Giuliano-Dalmata
Giuliano-Dalmata è il trentunesimo quartiere di Roma, indicato con Q. XXXI.

## Geografia fisica

### Territorio
Si trova nell'area sud della città.
Il quartiere confina:
- a nord con il quartiere Q. XX Ardeatino
- a est con la zona Z. XXII Cecchignola
- a sud con la zona Z. XXIII Castel di Leva
- a ovest con la zona Z. XXIV Fonte Ostiense e il quartiere Q. XXXII Europa

## Storia

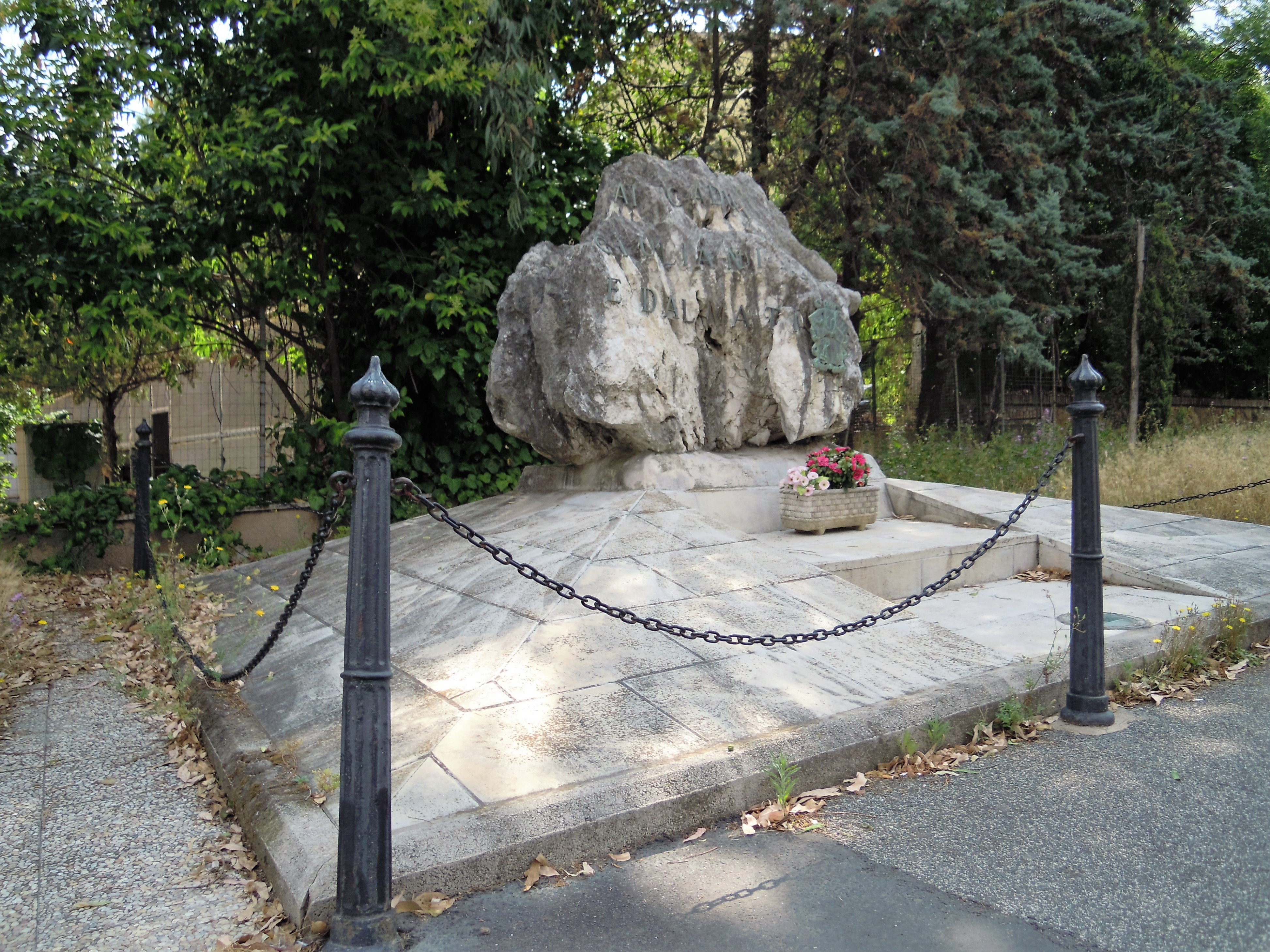
Monumento ai caduti giuliani e dalmati (1961)

Nacque come Villaggio Operaio E42, adibito ad alloggiare gli operai impegnati nell'allestimento dell'Esposizione Universale di Roma (che originò il quartiere EUR, rinominato nel 1965 in quartiere Europa).
Con lo scoppio della guerra gli operai abbandonarono le loro case che, dopo una breve occupazione anglo-americana, rimasero abbandonate. Nel 1947, dodici famiglie di profughi giuliani si insediarono nel villaggio, ribattezzandolo Villaggio Giuliano.
L'inaugurazione ufficiale e la consegna delle prime unità abitative agli esuli (le camerate dell'ex villaggio operaio ristrutturate e riadattate a piccoli appartamenti), avviene il 7 novembre 1948 alla presenza del segretario del Consiglio dei ministri Giulio Andreotti e di Francesca Romani, consorte del Presidente del Consiglio Alcide De Gasperi. In quell'occasione ci fu il primo matrimonio della comunità. Il fiumano Armando Chioggia, classe 1921, sposò nella piccola cappella del Villaggio la romana Fernanda Tombesi, quasi a volere suffragare ufficialmente l'unione della gente giuliana e dalmata con l'accogliente città di Roma.
Nel 1955, in seguito all'arrivo di circa duemila profughi giuliani e dalmati, assunse il nome attuale.
Il 4 novembre 1961 fu inaugurato sulla via Laurentina, per volere dell'Opera Profughi, un monumento costituito da un masso carsico con incastonata la scritta "AI CADUTI GIULIANI E DALMATI" e gli stemmi delle città giuliano-dalmate di Pola, Fiume e Zara.
Il 10 febbraio 2008, in occasione della celebrazione del quarto Giorno del ricordo, è stato inaugurato, su largo Vittime delle Foibe Istriane, un monumento commemorativo per le vittime dei massacri delle foibe.

## Monumenti e luoghi d'interesse

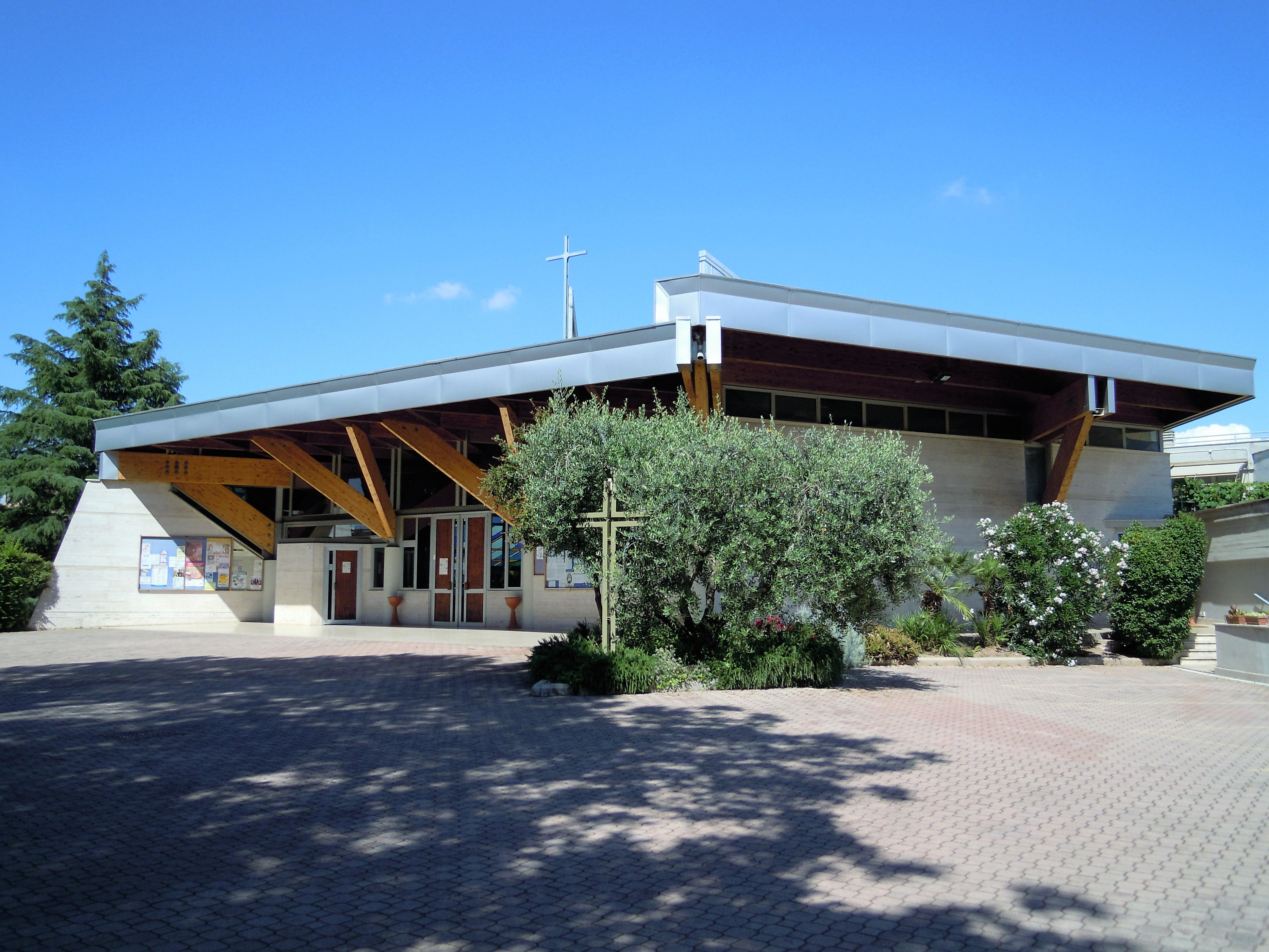
Chiesa di Santa Giovanna Antida (Fonte Meravigliosa)

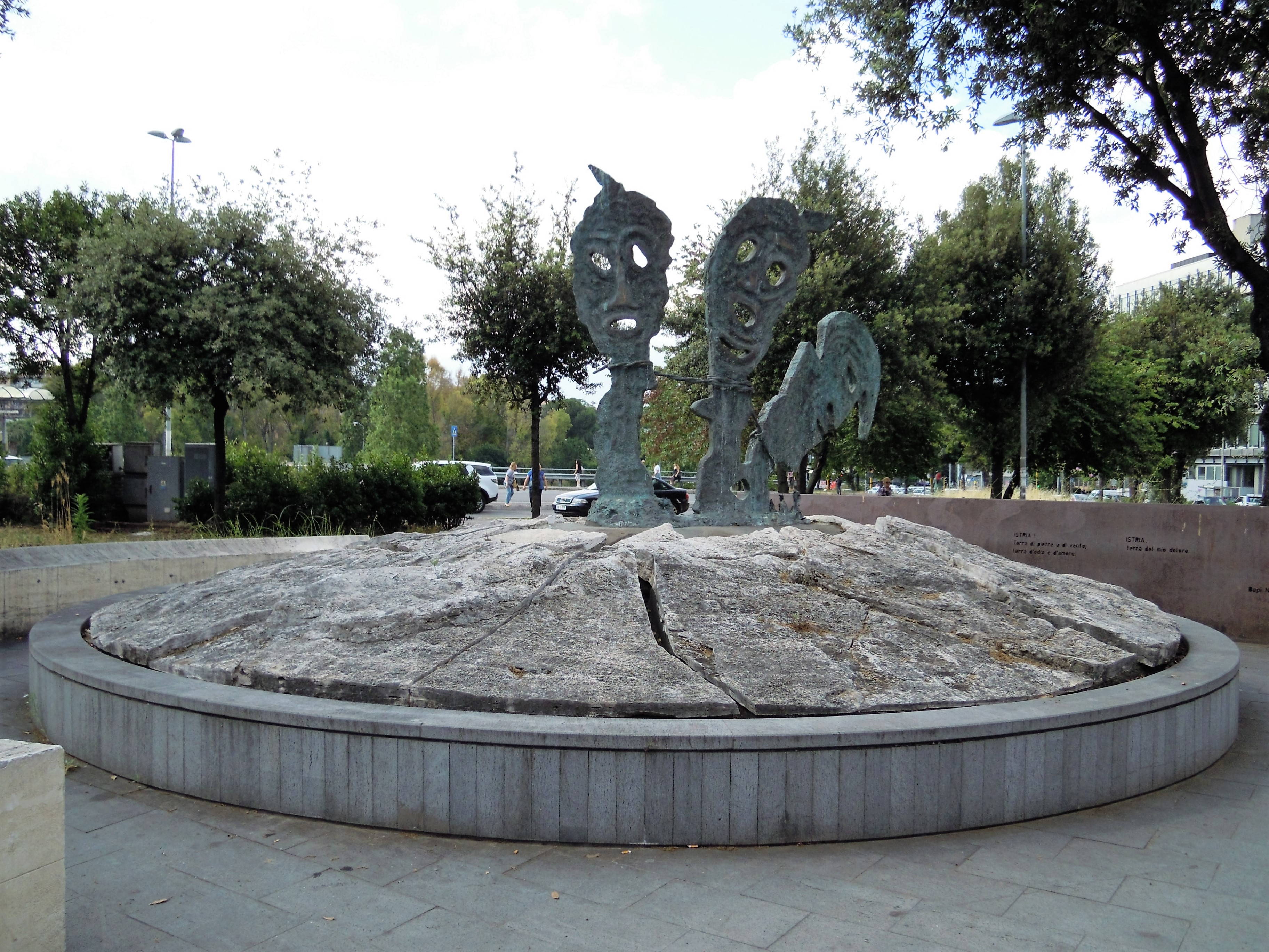
Monumento alle vittime delle foibe (2008)

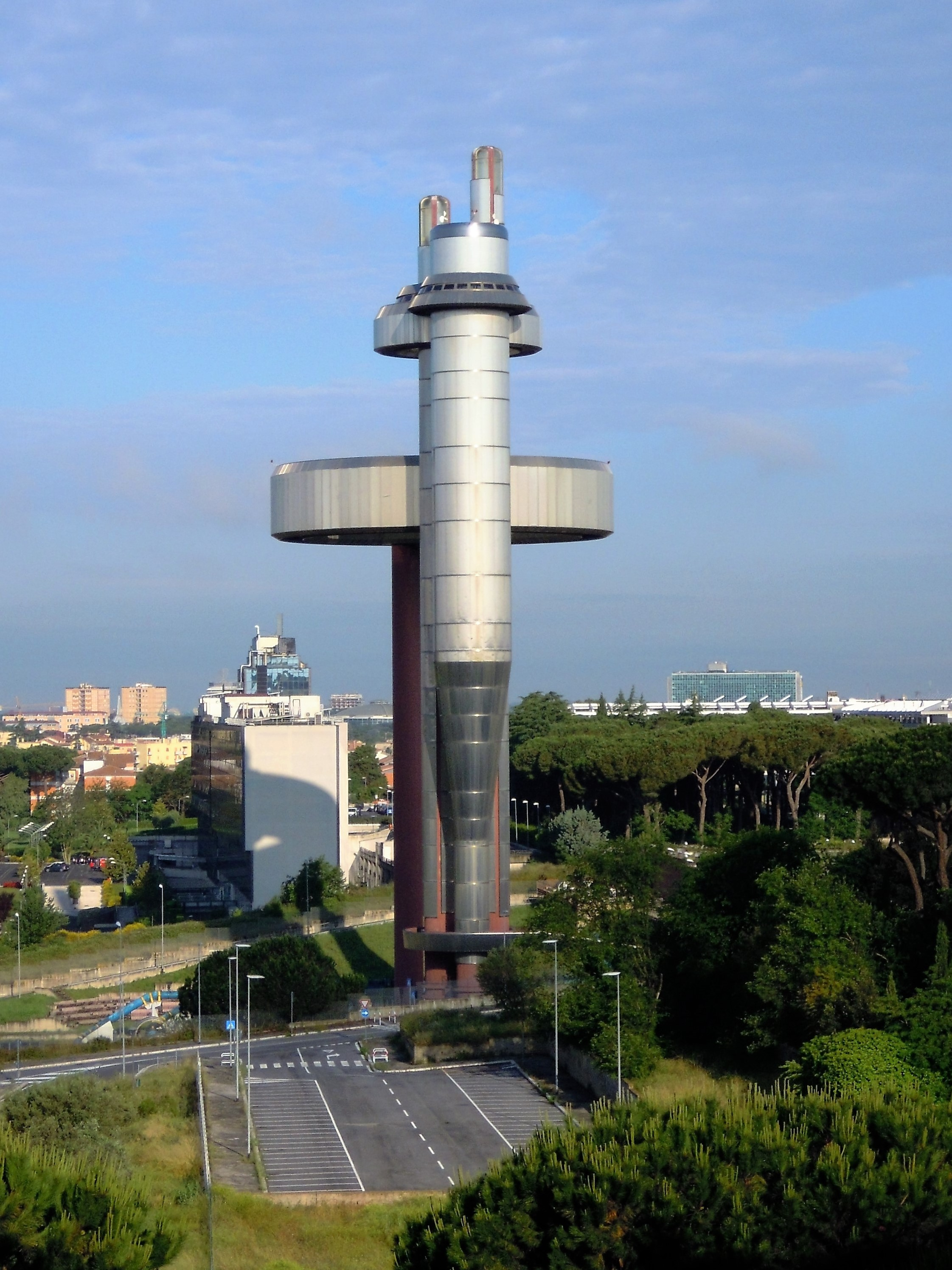
Centro idrico di Vigna Murata (1989)

### Architetture religiose
- Chiesa di San Giuseppe da Copertino, su via dei Genieri. Chiesa del XX secolo.

Inizialmente sede della Parrocchia di San Marco Evangelista, eretta nel 1950, nel 1979 venne intitolata a San Giuseppe da Copertino dall'allora cardinale vicario Ugo Poletti.
Sabato 14 febbraio 2015 la parrocchia è stata elevata a chiesa titolare con l'omonimo titolo.
La chiesa ospita una delle tre urne contenenti le ceneri di Giuseppe da Copertino. Le altre due urne sono conservate nella Basilica di San Giuseppe da Copertino ad Osimo e nel Santuario di San Giuseppe da Copertino nell'omonima città di Copertino.
- Chiesa di San Marco Evangelista in Agro Laurentino, su piazza Giuliani e Dalmati.

Nella sede originaria dove era sita la chiesa intitolata a San Marco Evangelista, sorgono i giardini intitolati al maestro Lodovico Zeriav. All'interno di essi il monumento della Lupa romana di Pola.
- Chiesa delle Sante Perpetua e Felicita, su via Mentore Maggini.

Parrocchia eretta l'11 dicembre 1969 con il decreto del cardinale vicario Angelo Dell'Acqua "Pastoris vigilantis". Inoltre lì c'è un teatro con la propria compagnia, "Il teatro della Felicità".
- Chiesa di Santa Giovanna Antida Thouret, su via Roberto Ferruzzi.

Parrocchia eretta il 1º giugno 1980 con il decreto del cardinale vicario Ugo Poletti "Le instancabili premure".
- Chiesa di Sant'Anselmo alla Cecchignola, su via Abigaille Zanetta.

Parrocchia eretta il 17 ottobre 1989 con decreto del cardinale vicario Ugo Poletti.
- Chiesa del Comprensorio Città Militare Cecchignola, su via della Chiesa del Presidio.

### Altro
- Bassorilievo in travertino raffigurante il Leone di San Marco realizzato dallo scultore Pietro De Laurentiis. L’opera venne realizzata nel 1953 per La Casa della Bambina Giuliana e Dalmata sorta grazie ad una donazione di Marcella e Oscar Sinigaglia. Sotto il Leone Marciano e la scritta ci sono quattro formelle simboliche che rappresentano Trieste, Dalmazia, Istria, Fiume. Oggi l’edificio è sede della Protezione Civile della Regione Lazio.
- Cippo carsico. Monumento dedicato ai "Caduti giuliani e dalmati", su via Laurentina presso il civico 628. 41.821321°N 12.480917°E

Sul masso carsico, tratto dai campi di battaglia della prima guerra mondiale, uno stemma bronzeo che raccorda gli emblemi dell'Istria, di Fiume, di Trieste, di Gorizia e della Dalmazia. Venne inaugurato il 4 novembre 1961.
- Mosaico del pittore polesano Amedeo Colella, già funzionario dell'Opera per l'assistenza i profughi giuliani e dalmati, collocato nella piazza Giuliani e Dalmati nel 1962.
- Monumento alle vittime delle foibe, su largo Vittime delle Foibe Istriane, nei pressi della stazione Laurentina della Metro B. 41.827773°N 12.479196°E

Opera del maestro Giuseppe Mannino. Nella dedica si legge: «Ai martiri dell'Istria, della Venezia-Giulia e di Fiume, del mare di Dalmazia, infoibati e annegati per amore della libertà e dell'Italia (1943/1947). La Regione Lazio, la città di Roma e la comunità giuliano-dalmata esule, a perenne ricordo. Roma, 10 febbraio 2008.»
- Centro idrico di Vigna Murata, su via del Casale Solaro. Sistema di distribuzione idrica del XX secolo (1989). 41.822859°N 12.497052°E

L'opera è stata progettata dall'architetto Francesco Palpacelli ed è costituita da un serbatoio e una torre piezometrica. Realizzata in acciaio ITACOR 2, raggiunge un'altezza massima di circa 120 metri.

## Cultura

### Scuole
- Liceo scientifico statale Aristotele, su via dei Sommozzatori.
- Scuola dell'infanzia Il melo girotondo, su via Antonio Tacconi.
- Istituto comprensivo statale Domenico Purificato, su via della Fonte Meravigliosa.
- Istituto comprensivo Indro Montanelli costituito da:
  - Scuola secondaria di I grado Cesare Battisti, su via della Divisione Torino.
  - Istituto Paritario Materna, Primaria e Secondaria di I Grado Divina Provvidenza
  - Scuola primaria Andrea Boltar (Medaglia d'argento al valor militare), su piazza Lodovico Cerva.
  - Scuola infanzia Colle di Mezzo, su viale Luca Gaurico.
  - Scuola dell'infanzia e primaria Giuseppe Tosi. Su via dei Corazzieri.

Giuseppe Tosi (Pola, 4 agosto del 1890 - Abbazia, maggio 1945), maestro di scuola elementare e direttore didattico nel comune di Volosca-Abbazia tra le due guerre mondiali, fu ucciso dalla polizia segreta jugoslava, detta OZNA, che iniziò ad operare indiscriminati arresti all'indomani dell'occupazione dell'Istria e di Fiume, tra la fine di aprile e i primi di maggio 1945: in pochi giorni oltre cinquanta italiani di Abbazia e dintorni furono imprigionati e poi uccisi con efferata violenza, tra cui Tosi. Esisteva una prima sede istituita nel 1958 in via Canzone del Piave n. 12, che ora ospita il comando dei vigili urbani del Municipio Roma IX.

### Musei
- Archivio museo storico di Fiume
- Museo storico della motorizzazione militare

### Cinema
Nel 1962 Alberto Sordi girò un film in bianco e nero dal titolo Il commissario. Molte scene del film sono ambientate all'Eur. Una scena è stata girata al Villaggio Giuliano-Dalmata di Roma.
Parte del film Borotalco (1982), diretto da Carlo Verdone, è ambientata nel quartiere, nella zona Prato Smeraldo-Fonte Meravigliosa. Si riconoscono i moderni (per l'epoca) edifici di via Elio Lampridio Cerva (casa di Nadia), via Veranzio (casa di Rossella) e piazza Zamagna. Famosa la scena in cui Verdone chiede alla moglie dove sia via Lampridio Cerva (... e 'ndo stà?), stupendosi del nome inconsueto.
Il quartiere ha fatto da sfondo ad alcune scene di altri film, tra cui 7 chili in 7 giorni (1986) di Luca Verdone con Renato Pozzetto e Carlo Verdone e Da grande (1987) di Franco Amurri con Renato Pozzetto.
Vi è situato il cinema UCI Luxe Maximo, della catena United Cinemas International dentro il centro commerciale Maximo, situato in Via Laurentina.

## Geografia antropica

### Urbanistica
Nel territorio del quartiere Giuliano-Dalmata si estende l'intera zona urbanistica 12B Villaggio Giuliano e gran parte della 12E Cecchignola.

### Suddivisioni storiche
Del territorio di Giuliano-Dalmata fa parte l'unica frazione all'interno di un quartiere: Castello della Cecchignola.

### Odonimia
Il confine nord con il quartiere Ardeatino è delineato dalla via di Vigna Murata, che prende il nome dai ruderi di un'antica villa.

Alcune targhe indicanti il nome della via, quali via dei Corazzieri e via Antonio Cippico, riportano la sigla C.S. X, ossia Condotta Sanitaria (gli attuali Distretti Sanitari delle ASL), anziché Q. XXXI, secondo la vecchia suddivisione toponomastica della città.
Le strade sono perlopiù dedicate a personaggi giuliani e dalmati, o che hanno avuto a che fare con l'area giuliano-dalmata, ed eventi che li hanno riguardati, come largo Vittime delle Foibe Istriane, largo Eccidio di Malga Bala, piazzale dei Militari caduti nei lager e il parco Caduti per Trieste. Vi sono inoltre vie dedicate a combattenti nella Resistenza italiana e lo stesso ponte 4 giugno 1944 prende il nome dalla data della Liberazione di Roma.
Vi si trovano, inoltre, strade a tema militare, dovute alla presenza della città militare della Cecchignola e strade dedicate ad astronomi, come Isidoro Baroni, Luca Gaurico, eccetera, (Soprattutto nella zona di Colle di Mezzo), donne di valore e toponimi di zona.